# Ixora leytensis
Ixora leytensis är en måreväxtart som beskrevs av Adolph Daniel Edward Elmer. Ixora leytensis ingår i släktet Ixora och familjen måreväxter. Inga underarter finns listade i Catalogue of Life.